# Violently Happy
Violently Happy è una canzone di Björk ed è il quinto ed ultimo singolo tratto dall'album Debut.

## Video musicale
Il video della canzone, ambientato in una camera imbottita di un manicomio, è di Jean-Baptiste Mondino. Björk e i ballerini che compaiono nel video, distruggono animali di pezza, vagano con in mano forbici, si tagliano i capelli o se li rasano a zero. Si muovono seguendo la musica, con passi e gesti inconsulti. Tra gli attori nel video, c'è anche un giovane Norman Reedus.

## Tracce
1. Violently Happy – 3:35
2. Anchor Song (Acoustic) – 3:20
3. Come to Me (Acoustic) – 5:10
4. Human Behaviour (Acoustic) – 3:00

## Classifiche
| Paese       | Posizione più alta |
| ----------- | ------------------ |
| Francia     | 31                 |
| Germania    | 100                |
| Regno Unito | 13                 |